# Tortue de l'Ouest
Actinemys marmorata
Genre
Espèce
Synonymes
- Emys marmorata Baird & Girard, 1852
- Emys nigra Hallowell, 1854
- Clemmys wosnessenskyi Strauch, 1862
- Clemmys hesperia Hay, 1903
- Clemmys marmorata pallida Seeliger, 1945
- Clemmys marmorata (Baird & Girard, 1852)

Statut de conservation UICN

 VU A1cd : Vulnérable
Actinemys marmorata, la Tortue de l'Ouest, unique représentant du genre Actinemys, est une espèce de tortues de la famille des Emydidae.

## Répartition
Cette espèce se rencontre :
- aux États-Unis, dans les États de Washington, Oregon, Californie et dans l'ouest du Nevada ;
- au Mexique, dans l’État de Basse-Californie.

Sa présence est incertaine dans la province de Colombie-Britannique au Canada. Elle a été introduite dans l’État de Nouvelle-Galles du Sud en Australie.

## Description

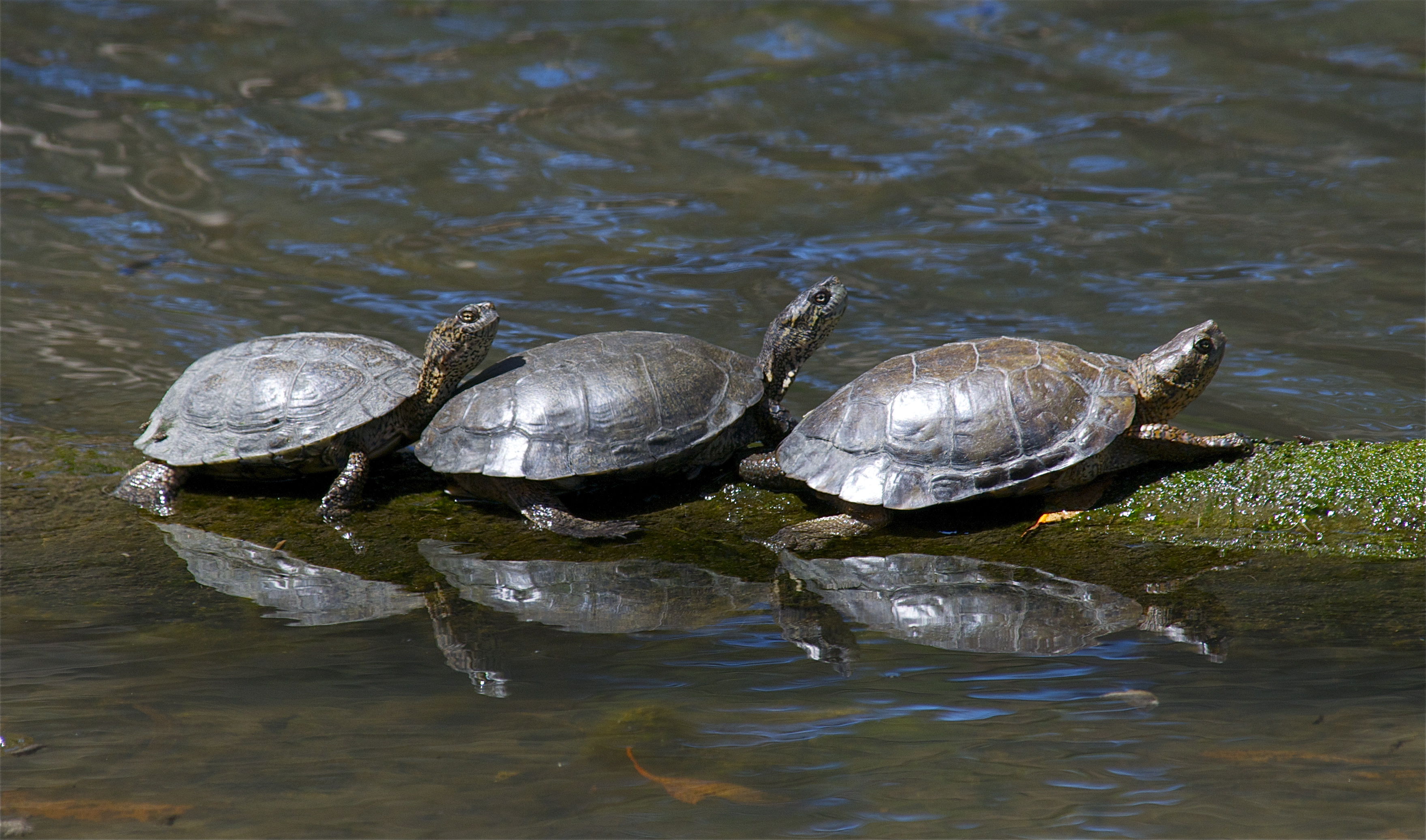
Actinemys marmorata

Cette tortue qui possède une carapace de 20 cm environ.

## Taxinomie
Cette espèce est nommée Actinemys marmorata ou Emys marmorata selon les auteurs.

## Publications originales
- Baird & Girard, 1852 : Descriptions of new species of reptiles, collected by the U.S. Exploring Expedition under the command of Capt. Charles Wilkes, U.S.N. First part — Including the species from the western coast of America. Proceedings of the Academy of Natural Sciences of Philadelphia, vol. 6, p. 174-177 (texte intégral).
- Agassiz, 1857 : Contributions to the Natural History of the United States of America. Little, Brown & Co., Boston, vol. 1, p. 1-452 (texte intégral).